# Kaikoura Ranges
Die Kaikoura Ranges sind zwei Gebirgszüge im Nordosten der Südinsel Neuseelands, die mit zwei parallel verlaufenden Hauptkämmen entlang der alpinen Störung in Südwest-Nordost-Richtung als nördlichste Verlängerung der Südlichen Alpen angesehen werden können. Beide Gebirgszüge haben eine Länge zwischen 80 und 90 km, gehen im Südwesten nahe dem Hanmer Forest Park in andere Gebirgszüge über, während sie im Nordosten in Richtung Cape Campbell bis zum Meeresspiegel auslaufen.
Zwischen der Inland Kaikoura Range und der Seaward Kaikoura Range verläuft die Grenze zwischen den Regionen Marlborough und Canterbury.
Von Kapitän James Cook Looker-on Mountains („Gut sichtbare Berge“) genannt, erhielten sie ihren Namen von der Kaikoura Peninsula und der Ortschaft Kaikoura.

## Seaward Kaikoura Range
Die Seaward Kaikoura Range (seeseitiger Kaikoura Gebirgszug) verläuft teilweise parallel zur Küstenlinie zum Pazifik und ist am besten vom Meer oder von der Kaikoura Peninsula zu betrachten. Der höchste Berg in der Gebirgskette ist der Manakau mit 2608 m.
Sehr imposant wirken die Berge besonders im Sommer durch die extremen Gegensätze zwischen der extrem warmen Witterung an der Küste und den schneebedeckten Bergen im Gebirge.
Zwischen Küste und Gebirgszug schlängeln sich der New Zealand State Highway 1 und die Eisenbahnlinie des Tranz Scenic von Picton nach Christchurch, wodurch sich während der Eisenbahnfahrt sehr schöne Perspektiven bieten.

## Inland Kaikoura Range
Die Inland Kaikoura Range weist gegenüber der Seaward Kaikoura Range einige markantere Gipfel im Höhenzug aus und besitzt mit dem 2.885 Meter hohen Tapuae-o-Uenuku, mit der poetischen Übersetzung aus der Maorisprache „Abdruck des Regenbogens“, auch den höchsten Berg der beiden Gebirgszüge.
Zwischen beiden Kammlinien verläuft der Waiau Toa / Clarence River, der bei Clarence Bridge in den Pazifik mündet.